# Mine à ciel ouvert
Une mine à ciel ouvert (en anglais et couramment au Québec : open pit) est une mine dont l'ensemble des matériaux recouvrant le gisement recherché est extrait. C'est un type d'excavation à ciel ouvert.

## Exploitation
On met en place une mine à ciel ouvert lorsque le minerai se trouve relativement proche de la surface. Si les couches de minerai ou hydrocarbures recherchés affleurent à flanc de colline, la mine peut entamer les couches à exploiter à partir de ce point. 
Si nécessaire, on creuse la roche par dynamitage et le minerai est ensuite chargé sur d’énormes engins pour traitement. 

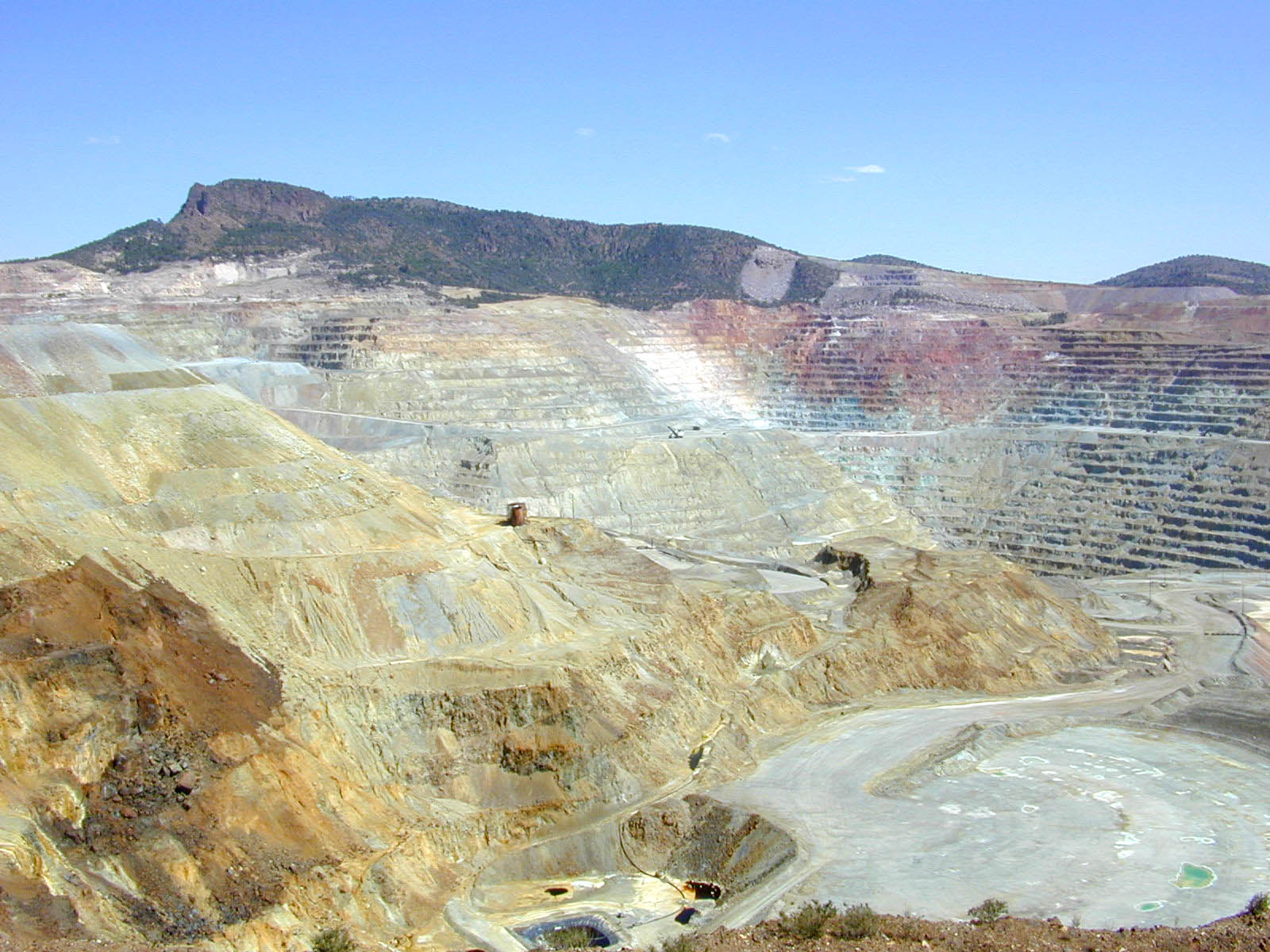
Mine de cuivre à ciel ouvert, Chino Copper Mine, Nouveau-Mexique, États-Unis.
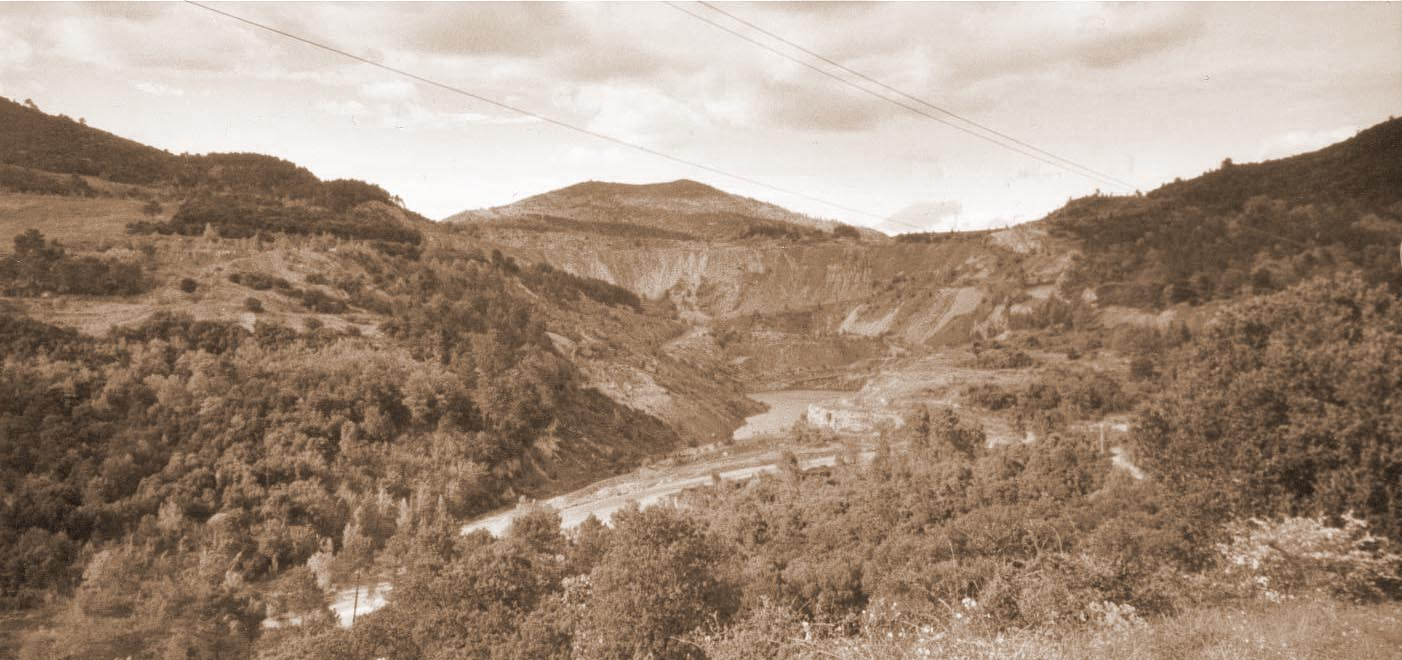
Mine de charbon à ciel ouvert (Cévennes, France).
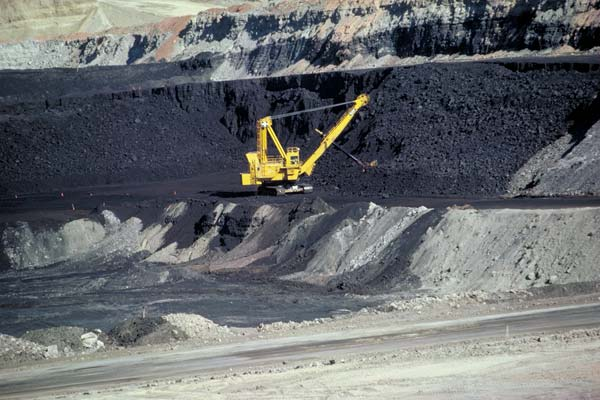
Mine de charbon à ciel ouvert (Wyoming, États-Unis).
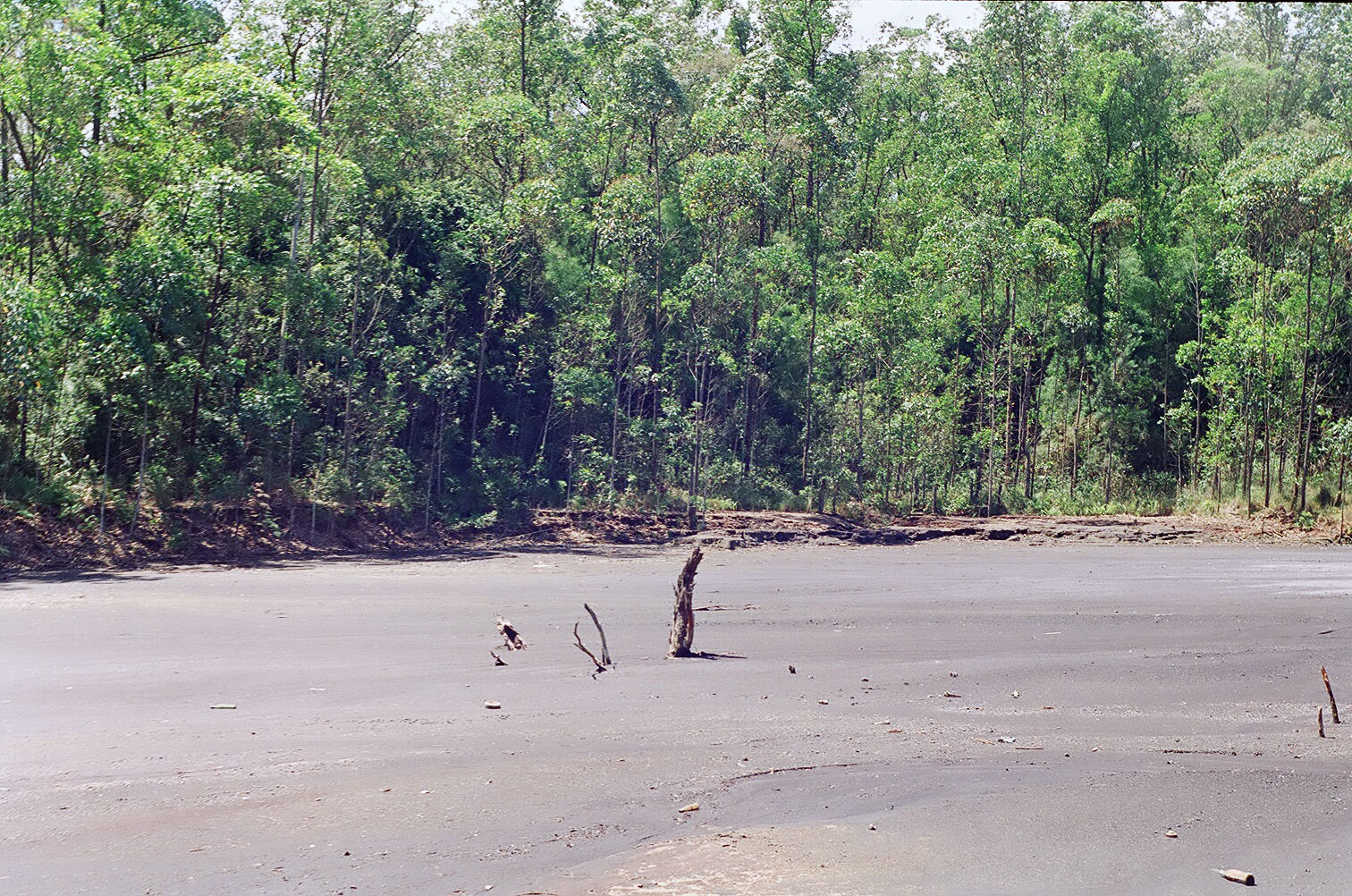
Dégradation de la forêt tropicale due à la mine de charbon de Siderópolis (Brésil).
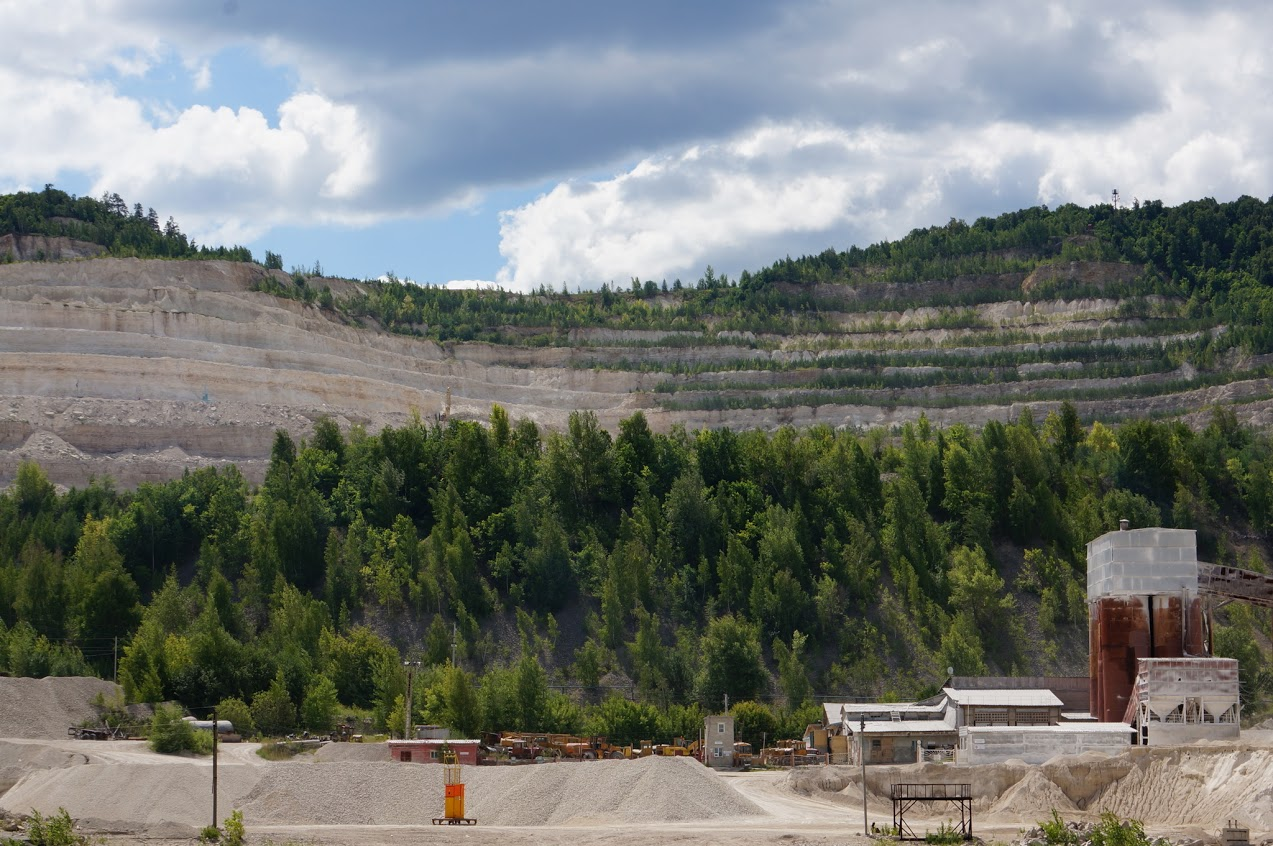
La mine de charbon à ciel ouvert de Bogatyr, située au Kazakhstan

Mine à ciel ouvert : extraction de lignite à Garzweiler (Allemagne).

## Mines à déplacement du sommet
Une mine à déplacement de sommet est un type particulier de mine à ciel ouvert, utilisée presque exclusivement dans les montagnes des États-Unis. La végétation est d’abord détruite, puis le sol arraché. Les déblais sont simplement poussés dans les fonds de vallée, ce qui permet de niveler une région accidentée, mais provoque aussi une pollution importante.
Dans les Appalaches, le colmatage des fonds de vallée fait disparaître 500 montagnes et 200 km de cours d’eau par an, augmentant ainsi le risque d'inondations.

## Santé environnementale
Même si les conditions de travail sont souvent meilleures qu'en profondeur, des risques environnementaux et sanitaires propres aux mines et aux mines à ciel ouvert existent aussi (risques d'effondrement, explosions, feux, inhalation de poussières, etc.). 
Le Bureau international du Travail de l'ONU a décidé de produire à l'attention des industriels miniers publics et/ou privés un Recueil de directives pratiques sur la sécurité et la santé dans les mines à ciel ouvert. 
Il l'a fait avec l'aide de 21 experts du domaine (dont 7 choisis avec les milieux gouvernementaux, 7 autres choisis avec un groupe d'employeurs du Conseil d'administration et 7 choisis en consultation avec les représentants de travailleurs). Ce recueil publié en 1990 complète, mais ne remplace pas les dispositions législatives ou réglementaires nationales ni les normes en vigueur. Il peut par contre servir de guide pour élaborer de nouvelles normes ou lois dans ce domaine.  